# جوديث بالدوين
جوديث بالدوين (بالإنجليزية: Judith Baldwin)‏ هي ممثلة أمريكية، ولدت في 26 مارس 1946 بواشنطن العاصمة في الولايات المتحدة. بدأت مشوارها المهني سنة 1965.

## وصلات خارجية
- جوديث بالدوين على موقع IMDb (الإنجليزية)
- جوديث بالدوين على موقع ألو سيني (الفرنسية)
- جوديث بالدوين على موقع أول موفي (الإنجليزية)
- جوديث بالدوين على موقع قاعدة بيانات الفيلم (الإنجليزية)
- جوديث بالدوين على موقع كينوبويسك (الروسية)